# Hangö-Hyvingebanan

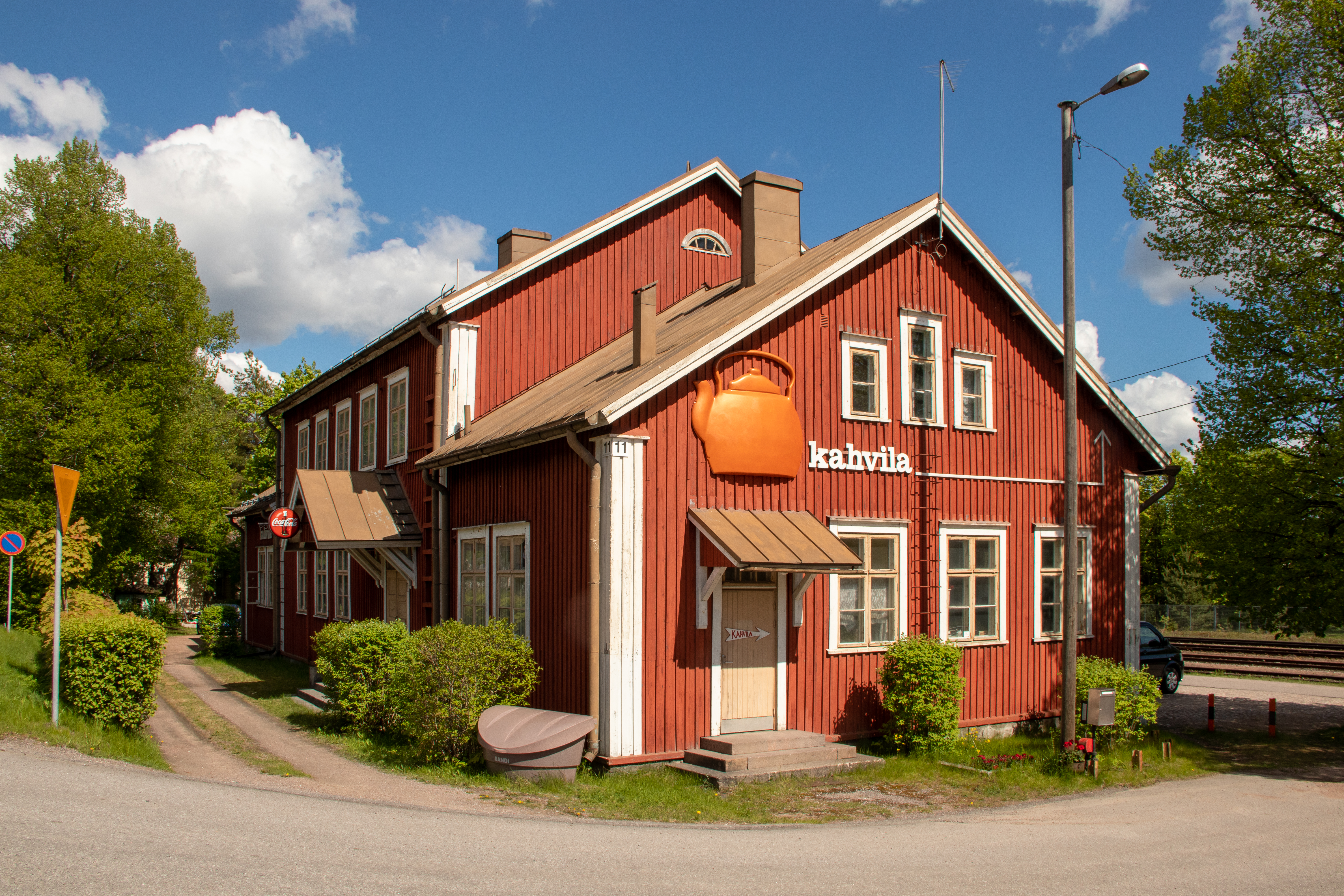
Lojo järnvägsstation

Hangö-Hyvingebanan (finska: Hanko-Hyvinkää-rata) är en enkelspårig järnväg som färdigställdes år 1873 i Storfurstendömet Finland. Ursprungligen var banan privatägd. Järnvägen sträcker sig från Hangö till Hyvinge, 149 kilometer bort vid stambanan. Andra kommuner längs banan är Nurmijärvi, Vichtis, Lojo och Raseborg. Det finns 14 hållplatser längs banan.

## Historia
Byggandet av järnvägen finansierades av affärsmän från Sankt Petersburg. Fördelen med projektet sågs i Hangös fördelaktiga läge som vinterhamn, som förblev isfri längre än Sankt Petersburg och möjliggjorde därmed utrikeshandel även under vintermånaderna. Järnvägen sågs som en förlängning av den tidigare färdigställda Riihimäki–Sankt Petersburg-banan, och tillsammans var det tänkt att dessa banor skulle underlätta trafiken från Ryssland mot Centraleuropa. Byggarbetena för järnvägen började i mars 1872 och avslutades i september 1873. Byggarna var förutom finländare även ryssar och polacker. Den 8 oktober 1873 öppnades järnvägen för reguljär trafik. Vid öppningen var restiden mellan Hangö och Hyvinge cirka fyra och en halv timme.
Verksamheten visade sig vara olönsam, och 1875 såldes järnvägen till staten för ett mycket lågt pris. Tuff konkurrens för vintertrafiken till Sankt Petersburg kom från den Baltiska järnvägen, som färdigställdes 1870 till Estland.
Efter att kustbanan från Helsingfors via Karis till Åbo färdigställdes 1903, delades Hangö–Hyvingebanan tydligt i två delar: Hyvinge–Karis-banan och Hangö-banan från Karis till Hangö.
Namnet på bostadsområdet Hangonsilta i Hyvinge kommer från Hangö–Hyvingebanan.

## Trafiken idag
På järnvägen går i genomsnitt åtta godståg per dag, och den är en viktig transportväg för Finlands exportindustri. På banan transporteras bland annat metallprodukter, papper, timmer och massa.

## Elektrifiering
Trafikledsverket tog fram en plan för elektrifiering av Hangö–Hyvingebanan, som var tillgänglig för allmänheten i kommunerna hösten 2013. Den senaste järnvägsplanen färdigställdes hösten 2019. Elektrifieringsprojektet omfattar även elektrifiering av Hangös hamnspår, Gerknäs stickspår och Lappviks hamnspår. Totalt kommer 165 kilometer spår att elektrifieras. Förutom elektrifiering kommer även järnvägens plankorsningar att förbättras. Beslutet att starta projektet fattades 2020. Kostnadsuppskattningen är 62 miljoner euro, och byggarbetena kommer att genomföras mellan 2021 och 2024. Den första tåget som drivs med elektricitet körde mellan Karis och Hyvinge den 2 januari 2025, då en provtur genomfördes på banan.